# Madeleine Eggendorffer
Madeleine Eggendorffer (Fribourg, 30 juni 1744 - aldaar, 27 september 1795) was een Zwitserse boekenhandelaarster.

## Biografie

### Afkomst
Madeleine Eggendorffer was een dochter van Jean-Charles de Boffe, een Franse boekhandelaar en -binder uit Artesië die zich in Fribourg had gevestigd. Ze trouwde in 1764 met Claude Sobez, die echter in 1769 overleed. In dat jaar hertrouwde ze met Ludwig Wilhelm Eggendorffer.

### Carrière
Het boekhandelfonds dat ze na de dood van hun vader in 1769 deelde met haar broer Joseph ging in 1771 failliet. Daarop kocht ze de aandelen van haar broer uit en beheerde ze met succes en tot aan haar overlijden de enige boekhandel in Fribourg, terwijl ze tevens het leven schonk aan vier kinderen. Ze werd bijgestaan door haar man, die boekbinder was. Ze bezocht de beurzen van Bern en stond in nauw contact met diverse andere boekhandelaars uit Zwitserland (voornamelijk de Société typographique van Neuchâtel) en Frankrijk (onder meer uit Lyon en Parijs). Ze bewerkte talrijke werken, waaronder de Histoire militaire et diplomatique de la Suisse van Beat Emanuel von May, dat in 1788 in acht delen verscheen.

## Trivia

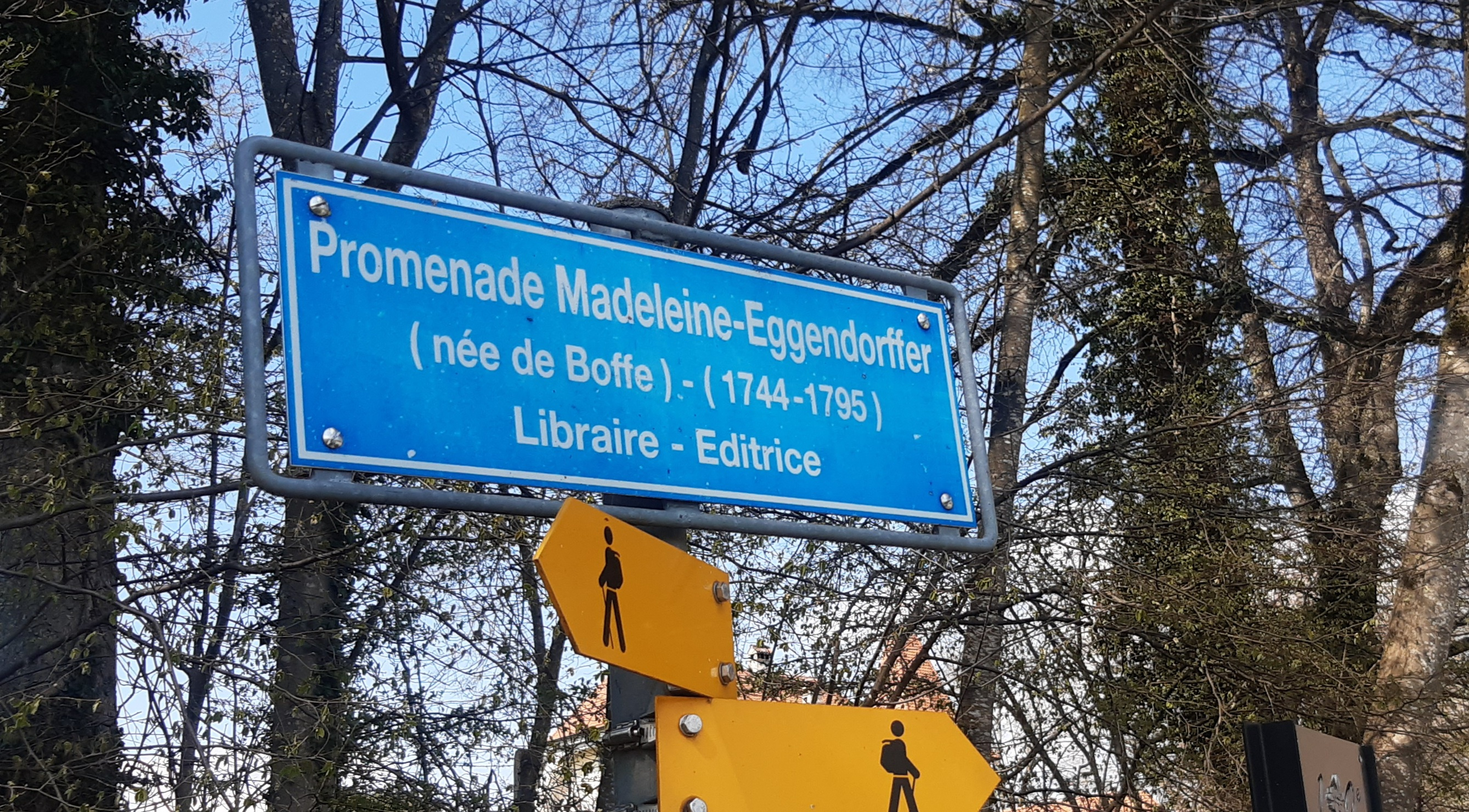
Straatnaambord van de Promenade Madeleine-Eggendorfer in Fribourg.

- In Fribourg werd een wandelpad naar haar vernoemd, de Promenade Madeleine-Eggendorfer.

- Gemeinsame Normdatei: 1076059740
- Historisch woordenboek van Zwitserland: 041121
- Virtual International Authority File: 317079206
- WorldCat: E39PBJg4jPYFdV3tr6ppKDV3cP